# Aerotegmina shengenae
Aerotegmina shengenae är en insektsart som beskrevs av Hemp, C. 2006. Aerotegmina shengenae ingår i släktet Aerotegmina och familjen vårtbitare. Inga underarter finns listade i Catalogue of Life.